# Frétigny
Frétigny är en kommun i departementet Eure-et-Loir i regionen Centre-Val de Loire strax norr om centrala Frankrike. Kommunen ligger i kantonen Thiron-Gardais som tillhör arrondissementet Nogent-le-Rotrou. År 2018 hade Frétigny 521 invånare.

## Befolkningsutveckling
Antalet invånare i kommunen Frétigny
Referens:INSEE